# ФК Мајданпек
ФК Мајданпек је фудбалски клуб из Мајданпека, и тренутно се такмичи у Зони Исток, четвртом такмичарском рангу српског фудбала. Клуб је основан 6. августа 1934. године под називом Рудар. Игра на стадиону капацитета око 2.500 места.

## Познати бивши играчи
- Дејан Петковић
- Јосип Земко
- Ненад Стварић
- Ненад Гвоздић